# Good Housekeeping
Good Housekeeping är en amerikansk damtidning. Den startades 2 maj 1885. Man tog tidigt socialt ansvar, för ren mat 1905, vilket ledde till lagändring 1906. 1952 förbjöd man cigarettreklam i tidningen. Under 1930-talet stödde tidningen förslaget att varje amerikansk krigsförklaring måste ha stöd i direktomröstning, undantaget om USA anfölls.

## Redaktörer
- Clark W. Bryan (1885–1898)
- James Eaton Tower (1899–1913)
- William Frederick Bigelow (1913–1942)
- Herbert Raymond Mayes (1942–1958)
- Wade Hampton Nichols, Jr. (1959–1975)
- John Mack Carter (1975–1994)
- Ellen Levine (1994–2006)
- Rosemary Ellis (2006–)

### Fotnoter
1. 1 2  Belkin, Lisa (15 juni 1985). ”Good Housekeeping's Seal Stamps Its Approval”. Milwaukee Journal. http://news.google.com/newspapers?id=sWoaAAAAIBAJ&sjid=TioEAAAAIBAJ&pg=5113,4715939. Läst 18 juni 2010.[död länk]